# Alexandre Lacauchie
Alexandre Lacauchie (Paris, ancien 2e arrondissement, 22 février 1814 - Paris 4e, 29 juillet 1886) est un graveur, lithographe, dessinateur et peintre français.

## Biographie
Alexandre Lacauchie est le fils de Marie-Alexandre Lacauchie et de Pauline-Angélique Depoilly, patronne du Café Flamand, fameux établissement parisien fondé en 1820, proche de la porte Saint-Martin, quartier où le jeune artiste réside au moins jusqu'en 1835.
Il a participé aux Salons entre 1833 et 1835,, présentant une série de peintures, dont des portraits et des paysages, ainsi que des pastels et des dessins.
En avril 1839, il épouse Rosalie-Pamela Poisson, le couple réside au 25 boulevard Saint-Martin.
On connaît de lui au moins un album lithographié publié, la Galerie des artistes dramatiques de Paris chez Marchant en deux volumes (Paris, 1840-1841), comprenant 80 portraits en pied dessinés. D'autres dessins lithographiés sont parus signés de lui, dont un portrait d'Adelaïde Ristori (chez Godard, 1858).
Il a souvent travaillé avec le graveur Henri-Jules Faxardo (1814-?). Ses portraits en pied de François-Séverin Marceau, François Paul de Brueys d'Aigalliers et Jean-Baptiste Kléber ont été gravés par Eugène Leguay (1822-?) pour le troisième tome de la Galerie historique de la Révolution française (1787 à 1799) d'Albert Maurin. 
Le musée national de Varsovie conserve son portrait de Joseph Poniatowski gravé par Marc Antoine Claude Monnin.